# Rutka (powiat hajnowski)
Rutka – wieś w Polsce położona w województwie podlaskim, w powiecie hajnowskim, w gminie Dubicze Cerkiewne.
W latach 1975–1998 miejscowość należała administracyjnie do województwa białostockiego.
Wieś w 2011 roku zamieszkiwało 45 osób.
Prawosławni mieszkańcy wsi należą do parafii Opieki Matki Bożej w Dubiczach Cerkiewnych, a
wierni kościoła rzymskokatolickiego do parafii św. Zygmunta w Kleszczelach.

## Historia
Wieś wzmiankowana w 1568 roku, kiedy to król Zygmunt August, przekazując miasto Kleszczele z przedmieściami w dzierżawę podkomorzemu drohickiemu Stanisławowi Chądzyńskiemu, dołączył do dzierżawy 6 wsi starostwa bielskiego: Żarywiec (Dubicze Cerkiewne), Obychodnik (Grabowiec), Czochy (Czechy Orlańskie), Jelonkę, Suchą Wolę (Suchowolce) i Rudę (Rutka). Te przyłączone wsie tworzyły wołoszcz kleszczelską.
Ruda miała tylko 5 włók ziemi. Początkowo mieszkał tam jeden gospodarz (Paweł Rudnik), który między innymi wytapiał żelazo z rudy błotnej. Czynsz był stosunkowo wysoki i wynosił 106 groszy z włóki (inne wsie włości płaciły od 66 do 97 groszy za włókę).